# Aspidontus taeniatus
Aspidontus taeniatus é uma espécie de peixe teleósteo da família Blenniidae, conhecido pelos nomes comuns de falso-limpador ou blénio-de-sabre, conhecido por se infiltrar nas estações de limpeza, confundindo-se com um bodião-limpador (Labroides dimidiatus). Contudo, em vez de livrar as escamas dos peixes dos parasitas, morde os peixes.